# Eloy Arenas

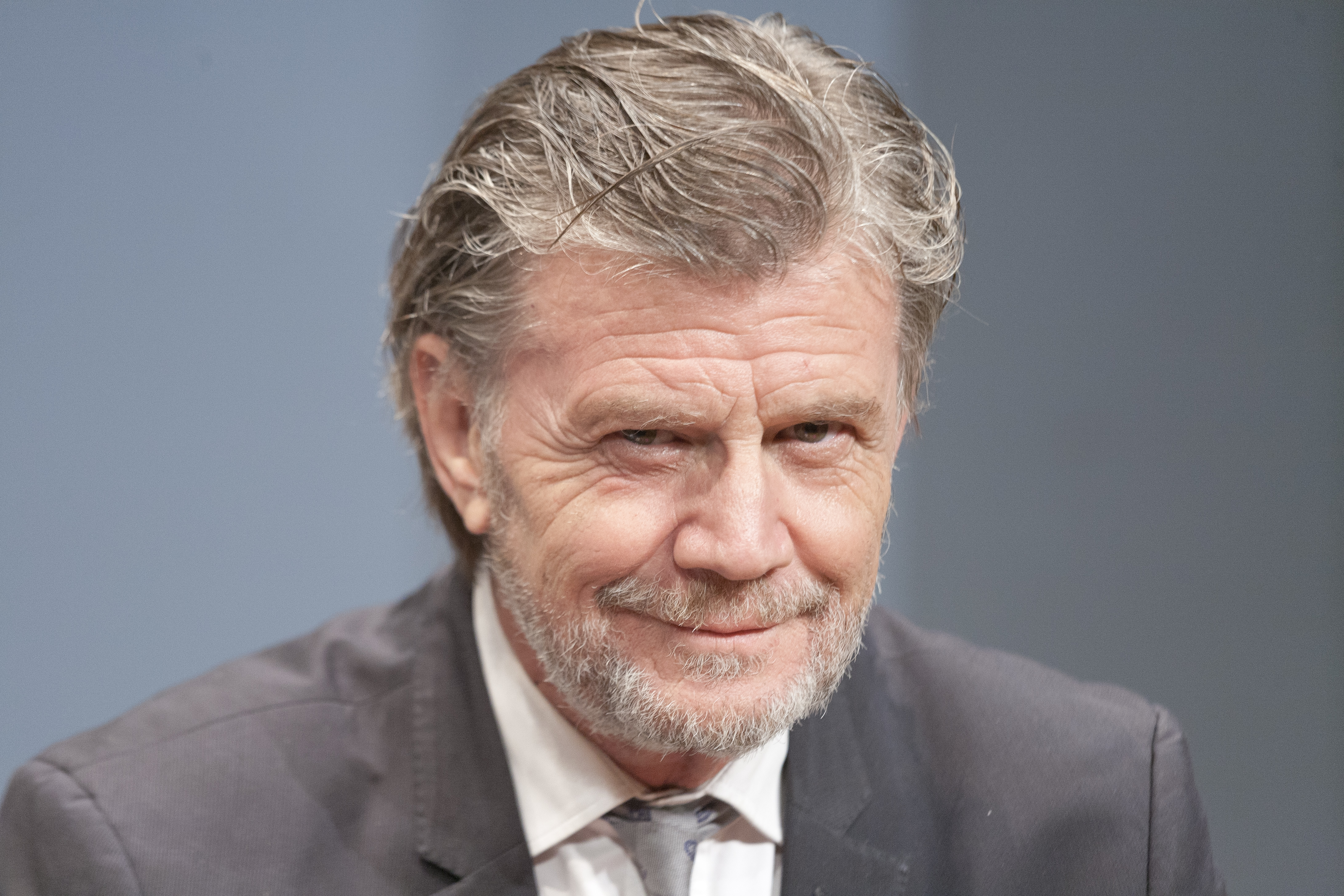
El actor Eloy Arenas en 2012

Eloy Arenas (Dolores, Alicante; 6 de enero de 1950) es un actor y humorista español. Es el padre del actor Eloy Azorín.

## Biografía
A los siete años fue monaguillo, y pensó en ser sacerdote, pero ante la oposición paterna, desistió mudándose a la capital alicantina donde tuvo una banda de rock, hacía cortometrajes y organizaba espectáculos en la plaza de toros.  Trasladado a Madrid, allí estudió Arte Dramático y se presentó al casting del cuerpo de actores de Radio Madrid.
En la década de 1970 formó parte del dúo cómico Arenas y Cal, junto a Manolo Cal.
Ha participado en series de televisión y trabajado como actor.
También ha realizado incursiones en el campo de la dirección teatral, pudiéndose mencionar el montaje de Mujer busca hombre (2009), interpretado por Andoni Ferreño y Óscar Ladoire.
Desde 2007 comparte su vida con Esperanza, con la que no sabe aun si llegará a casarse, tras su primer matrimonio.
Desde 2008 colabora con Isabel Gemio en el programa de radio Te doy mi palabra en Onda Cero.
En 2011 actuó en la obra de teatro Burundanga.
En 2015 colaboró en Mujeres y hombres y viceversa en su sección "Amor con humor".

## Filmografía
- Algo que celebrar, 4 / 7-8 como Camilo
- Me resbala, 13.er programa junto a: Carlos Latre, Flo, Anna Simon, Edu Soto, Silvia Abril, David Fernández, Paco Collado y Los Chunguitos.
- Desde que amanece apetece, de Antonio del Real (2005).
- Raluy, una noche en el circo, de Óscar Vega (2000).
- El secreto inconfesable de un chico bien, de Jorge Grau (1976).
- Lucecita, de José Luis Madrid (1976).
- El poder del deseo, de Juan Antonio Bardem (1975).
- Mi hijo no es lo que parece, de Angelino Fons (1974).